# Хазанова, Алиса Геннадьевна
Алиса Геннадьевна Хазанова (род. 13 февраля 1974, Москва, СССР) — российская актриса театра и кино, кинорежиссёр, сценарист и продюсер.

## Биография

### Ранние годы
Родилась в семье артиста эстрады Геннадия Викторовича Хазанова (род. 1945) и Златы Иосифовны Эльбаум (род. 1948).
Окончила Московское хореографическое училище и Московскую Академию хореографии по специальности «Артистка балета» и «Хореограф — постановщик». Также окончила Школу современного танца Марты Грэм (англ. Martha Graham School of Modern Dance) в Нью-Йорке. Проходила стажировку в американской школе «Джулльярд» (англ. The Juilliard School), Нью-Йорк.

### Карьера
Восемь лет была артисткой балета Большого театра, который оставила после травмы колена.
Была удостоена гран-при на конкурсе молодых балетмейстеров Академии Русского балета им. А. Я. Вагановой в Санкт-Петербурге.
С 1993 по 1999 год исполняла сольные партии в балетах «Дон Кихот», «Лебединое озеро», «Спартак», «Золотой век», «Каприччио», «Урок» и других. В качестве хореографа участвовала в создании спектаклей «Птицы» и «Прощай, Марлен, здравствуй» в Театре Эстрады. Участвовала в различных художественных проектах: «Шестой слой» Елены Уланцевой, выставке в New York Art Club Gallery (Нью-Йорк) и в Московском Музее Архитектуры.
Как актриса работает в кино и театре с 2005 года. Дебютировала в кино в короткометражном фильме «Вдвоём», а затем в полнометражных фильмах Николая Хомерики «977» и «Сказка про темноту» (оба фильма участвовали в программе «Особый взгляд» Каннского кинофестиваля).
Снималась в фильмах Николая Хомерики, Николая Досталя, Ренаты Литвиновой, Валерии Гай Германики, Павла Руминова, Григория Константинопольского, Анны Меликян.
В театре играет в спектаклях в театре «Практика», «Политеатре», Электротеатре «Станиславский», Театральном центре «На Страстном». Участвовала в проектах Международного фестиваля «Текстура» и Международного Дягилевского фестиваля.
В 2014 году на площадке клуба «Chateau de Fantomas» был выпущен моноспектакль по песням лидера группы «Гражданская оборона» Егора Летова «Сияние» (режиссёр — Филипп Григорьян, композитор — Игорь Вдовин), где Алиса Хазанова играла главную и единственную роль. Спектакль был возрожден в рамках Международного фестиваля современного искусства TERRITORIЯ в 2018 году на сцене московского Электротеатра «Станиславский» и взят в его репертуар, где идёт каждый месяц на Малой сцене.
Вместе с Алексеем Розиным играет в спектакле «Девушка и смерть» режиссёра Максима Диденко. Премьера состоялась в ноябре 2018 года в Лондоне и в июне 2019 года в Москве в Театральном центре «На Страстном».
В 2016 году Алиса Хазанова сняла свой первый полнометражный фильм «Осколки» (англ. Middleground), в котором выступила как режиссёр, сценарист и актриса. Премьера фильма состоялась в ноябре 2017 года в Москве, а затем в Нью-Йорке — в мае 2018 года.
Летом 2020 года Хазанова заявила о намерении запуститься со вторым полнометражным фильмом — триллером «Белый список» о подростковых «группах смерти» в соцсетях. Сценарий фильма Хазанова написала совместно с Романом Волобуевым, одну из главных ролей должен сыграть Алексей Серебряков. Съемки картины начались в июне 2021 года.

### Личная жизнь
Первый брак с Дмитрием Сидоровым, сыном государственного деятеля Евгения Сидорова, продлился несколько месяцев.
Была замужем за швейцарским финансистом Давидом Бауманом. Развелись в 2011 году. От него растит дочерей Мину и Эву.
В мае 2015 года вышла замуж за юриста Дмитрия Шохина, сына политика Александра Шохина. Развелись в августе 2023 года. В настоящее время Алиса проживает в Швейцарии.

## Работы

### Фильмография

#### Актёрские работы
| Год  |     | Русское название                | Оригинальное название           | Роль                                                     |
| ---- | --- | ------------------------------- | ------------------------------- | -------------------------------------------------------- |
| 2005 | кор | Вдвоём                          | Вдвоём                          |                                                          |
| 2006 | ф   | 977                             | 977                             | Соня                                                     |
| 2006 | ф   | В ритме танго                   | В ритме танго                   | Вера                                                     |
| 2007 | с   | Завещание Ленина                | Завещание Ленина                | Сара «Молния»                                            |
| 2008 | ф   | Калейдоскоп                     | Калейдоскоп                     | женщина                                                  |
| 2009 | ф   | Сказка про темноту              | Сказка про темноту              | Геля                                                     |
| 2011 | ф   | Пока ночь не разлучит           | Пока ночь не разлучит           | посетительница ресторана                                 |
| 2011 | ф   | Собиратель пуль                 | Собиратель пуль                 | женщина с сумками                                        |
| 2011 | с   | Краткий курс счастливой жизни   | Краткий курс счастливой жизни   | Люба                                                     |
| 2011 | ф   | Сердца бумеранг                 | Сердца бумеранг                 | снималась                                                |
| 2012 | ф   | Женщина в чёрном                | The Woman in Black              | миссис Драблоу                                           |
| 2012 | ф   | Бедуин                          | Бедуин                          | блондинка                                                |
| 2012 | ф   | Последняя сказка Риты           | Последняя сказка Риты           | врач                                                     |
| 2012 | ф   | Я буду рядом                    | Я буду рядом                    | волонтёр из хосписа                                      |
| 2013 | ф   | Тёмный мир: Равновесие          | Тёмный мир: Равновесие          | Тамара (Тень)                                            |
| 2013 | с   | Найти мужа в большом городе     | Найти мужа в большом городе     | Лиза Гордеева                                            |
| 2015 | ф   | Страна ОЗ                       | Страна Оз                       | проститутка                                              |
| 2015 | с   | Завтра                          | Завтра                          | Агния Борисовна Антонова                                 |
| 2015 | с   | Родина                          | Родина                          | Софья, жена Вольского                                    |
| 2017 | ф   | Про любовь. Только для взрослых | Про любовь. Только для взрослых | руководитель тренинга по минету                          |
| 2017 | ф   | Осколки                         | Middleground                    | женщина                                                  |
| 2018 | ф   | Короткие волны                  | Короткие волны                  | натурщица                                                |
| 2019 | ф   | Юморист                         | Юморист                         | Эльвира                                                  |
| 2019 | ф   | Гроза                           | Гроза                           | Александра Пафнутьевна, барыня, депутат, кандидат в мэры |
| 2020 | с   | Проект «Анна Николаевна»        | Проект «Анна Николаевна»        | Елена Маркова, учитель литературы (5-я серия)            |
| 2020 | с   | Последний министр               | Последний министр               | Агния Антонова, следователь СК (15 серия и с 17 серии)   |

#### Режиссёрские работы
- 2017 — Осколки / Middleground
- 2023 — Белый список

#### Сценарные работы
- 2017 — Осколки / Middleground
- 2023 — Белый список

#### Продюсерские работы
- 2017 — Осколки / Middleground
- 2023 — Белый список

### Роли в театре
- Спектакль «Агата возвращается домой» (реж. Филипп Григорьян, Эдуард Бояков, театр «Практика»)
- Спектакль «Волны» (реж. Эдуард Бояков, «Политеатр»)[4]
- Спектакль «Сияние» (реж. Филипп Григорьян, Электротеатр «Станиславский»)[5]
- Спектакль «Конференция о поэте Высоцком и поэзии вообще» (Еврейский музей и центр толерантности)
- Спектакль «Девушка и смерть» (реж. Максим Диденко, Театральный центр «На Страстном»)
- Спектакль «7 дней в совриске» (реж. Егор Матвеев, «Театр Наций»)[6]
- Спектакль «Последнее слово» (реж. Максим Диденко)